# Rio Cotuse
O rio Cotuse (em armênio: Կոտուցի գետ; romaniz.: Kotuc’i get) é um da província de Ararate, na Armênia. Começa nas montanhas Eranos e se funde ao rio Vedi à direita, na vila de Dastacar. Seu comprimento é de 18 quilômetros.